# آرانچا اچه‌واریا
آرانچا اِچه‌واریا (باسکی: Arantxa Echevarría؛ زادهٔ ۱۹۶۸) کارگردان فیلم، فیلم‌نامه‌نویس و تهیه‌کننده تلویزیونی اهل اسپانیا است. او دانش‌آموختهٔ «علوم تصویری» در دانشگاه کمپلوتنسه مادرید با گرایش «تولیدات سمعی و بصری» است که تحصیلاتش را در «کالج عمومی سیدنی» پی گرفت و از سال ۱۹۹۱ در حوزهٔ سینما و تلویزیون فعالیت می‌کند.
از فیلم‌هایی که وی در آن‌ها نقش داشته‌است، می‌توان به خانواده بی‌نقص، کارمن و لولا و مأمور مخفی اشاره نمود.